# الدوري الألماني لكرة القدم للسيدات 1993–94
الدوري الألماني لكرة القدم للسيدات 1993–94 (بالألمانية: Fußball-Bundesliga 1993/94)‏ هو موسم من الدوري الألماني لكرة القدم للسيدات. أشرف على تنظيمه اتحاد ألمانيا لكرة القدم، وكان عدد الأندية المشاركة فيه 20، وفاز فيه Sportfreunde Siegen ‏.